# ル・ルキュレ
ル・ルキュレ（Le Reculet）は、フランス・ローヌ＝アルプ地域圏アン県にあるにある標高1718メートルの山である。ジュラ山脈で2番目に高い山である。トワリーという町の領域にあり、ジュラ山脈最高峰のクレ・ド・ラ・ネージュのすぐ南にある。
頂上からは、ジュネーヴ、レマン湖、アルプス山脈、モンブラン、マッターホルン、そして晴れた日にはプイの谷まで見渡すことができる。トワリーの住民は山頂に十字架を立てた。
ル・ルキュレは、長らくジュラ山脈の最高峰と考えられていた。2003年にクレ・ド・ラ・ネージュの再測量によりル・ルキュレより高い1720メートルであることが判明し、ル・ルキュレは第2位となった。

## 脚注

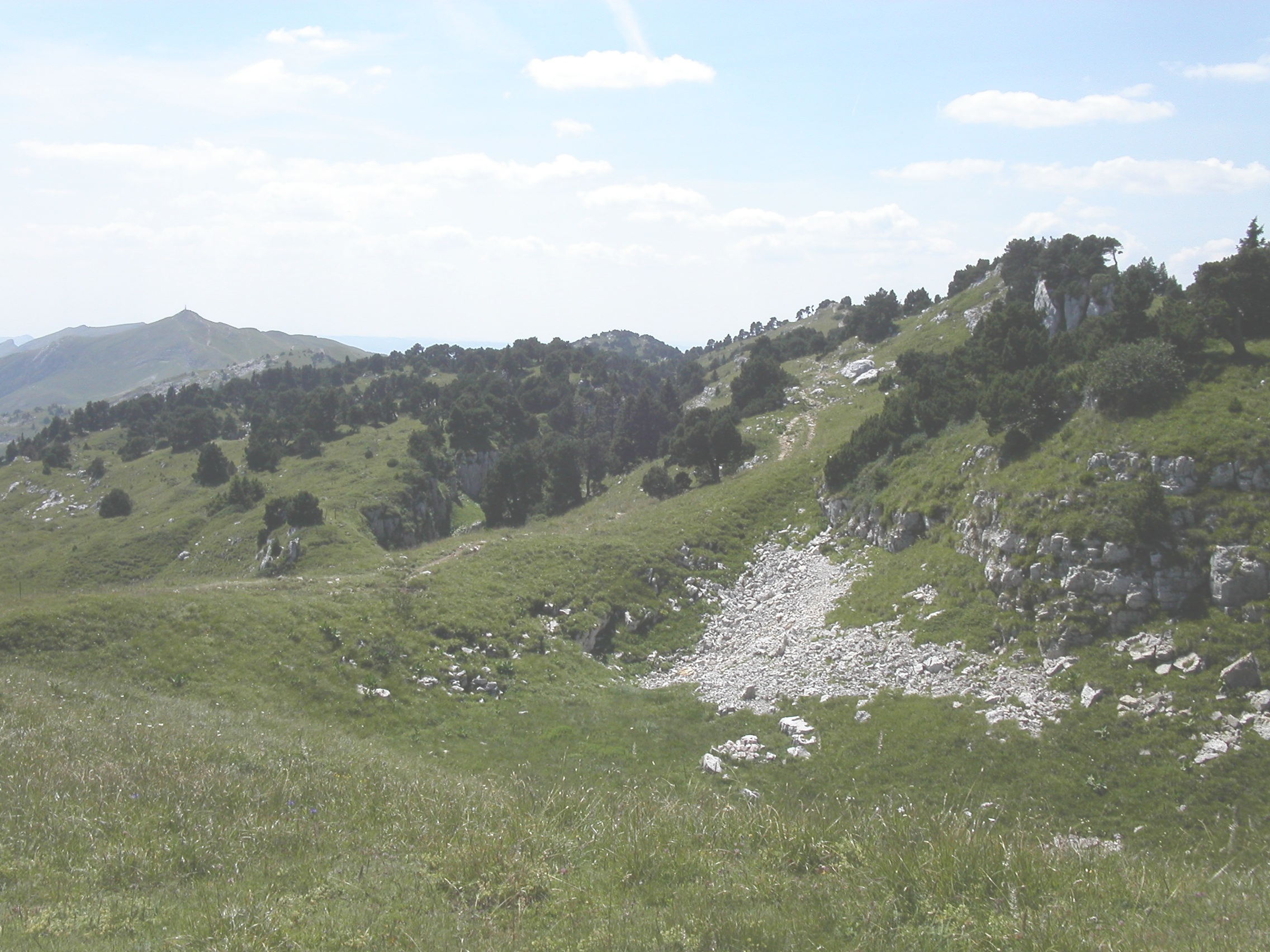
手前はクレ・ド・ラ・ネージュ。背後の山がル・ルキュレ。